# Дорнспейк
Дорнспейк (нід. Doornspijk) — село в нідерландській провінції Гелдерланд. Входить до муніципалітету Елбюрг.
Перші згадки про поселення датуються 796-им роком. 1825 року село було затоплене затокою Зейдерзе, а сучасний населений пункт сформувався після 1829 року навколо збудованої тут церкви. До 1974 року мало статус окремого муніципалітету.